# Hoenkoop
Hoenkoop is een voormalige gemeente en buurtschap in de Nederlandse provincie Utrecht en maakt sinds 1 september 1970 deel uit van de gemeente Oudewater en bevindt zich tussen Haastrecht, Oudewater en Polsbroek. Hoenkoop heeft de postcode van Oudewater.

## Geschiedenis
De naam Hoenkoop is een samenstelling van de naam van de ontginner van dit gebied, ene Hone of Hon, en de verbastering van cope.

De naam  Hoernkoop wordt al in 1122 genoemd. Van oorsprong is het gebied een heerlijkheid. De heren Van Vliet waren heren van Hoenkoop. Zij woonden in het Kasteel Te Vliet langs de Goudsestraatweg. De heerlijkheid kwam in 1541 in handen van het geslacht Van Winssen, doordat Godschalk van Winssen in dat jaar trouwde met Anna van Woerden van Vliet.
Van 1812 tot en met 1818 lag Hoenkoop in de gemeente Polsbroek. Daarna was het een zelfstandige gemeente tot het in 1970 aan Oudewater werd toegevoegd.

## Hennepteelt
In de omgeving van Hoenkoop waren veel hennepwerven waarop vezelhennep werd verbouwd voor de verwerking tot touw.

## Trivia
- Adriaan van Winssen was heer van Hoenkoop.
- Langs Hoenkoop loopt de 22 kilometer lange Touwfietsroute, een fietsroute langs hennepwerven.